# Benjamin Rawitz
Benjamin Rawitz (* 24. April 1946 in Haifa, Israel; † 29. August 2006 aufgefunden in Brüssel) war ein israelischer Pianist.
Rawitz wurde am Konservatorium seiner Heimatstadt ausgebildet und gab sein erstes Konzert mit zehn Jahren. Er setzte seine Studien an der Rubin Akademie in Tel Aviv fort, dann am Königlichen Konservatorium in Brüssel, um sie am Genfer Konservatorium zu beenden, wo er sein Diplôme Supérieur mit Auszeichnung erhielt und den Prix de Virtuosité gewann. 
Sowohl als Solist wie auch Kammermusiker trat er regelmäßig in Europa, Japan, den USA und Südamerika auf. Er spielte mehrere Alben mit dem Geiger Janos Maté ein. Später war er Dozent am Königlichen Konservatorium in Brüssel sowie auch am Chapel Hill Chamber Music Workshop in Chapel Hill (North Carolina) und am International MusicFest in Aberystwyth (Wales). 
Der 60-jährige Rawitz wurde am 29. August 2006 tot im Keller seiner Wohnung gefunden; die Polizei geht von einem Raubmord aus.
Rawitz war u. a. Gewinner des Mozart-Preises (Zürich) und des Albéniz-Preises (Barcelona).